# Urban-Cycling-Weltmeisterschaften 2022
Die Urban-Cycling-Weltmeisterschaften 2022 fanden vom 9. bis 13. November in Abu Dhabi statt; das Emirat hatte im Vorjahr den Zuschlag für 2022 und 2024 erhalten. Die Wettkampfstätte befand sich an der Corniche von Abu Dhabi vor der Kulisse der Nation Towers. Zum ersten Mal nach drei Jahren wurden die Wettkämpfe in den Disziplinen BMX-Freestyle und Trial wieder gemeinsam ausgetragen.

## Beteiligung
Es waren 34 Länder vertreten, und zwar:
- aus Europa: Belgien, Dänemark, Deutschland, Finnland, Frankreich, Großbritannien, Irland, Italien, Kroatien, Lettland, Niederlande, Österreich, Polen, Rumänien, Schweden, Schweiz, Slowakei, Slowenien, Spanien, Tschechien, Ungarn
- aus Amerika: Argentinien, Brasilien, Chile, Costa Rica, Kanada, Kolumbien, Mexiko, Venezuela, Vereinigte Staaten
- aus Asien: China, Japan, Thailand
- aus Ozeanien: Australien

Russland, das sich in den Vorjahren stets beteiligt hatte, war wegen des Kriegs in der Ukraine ausgeschlossen.

## BMX-Freestyle
Programm und Reglement im BMX-Freestyle waren im Vergleich zum Vorjahr unverändert. In der Disziplin Park hatte jeder Finalist zwei Versuche, von denen der bessere zählte. Im Flatland hatte jeder Finalist einen Versuch.

### Park Männer
| Platz | Fahrer             | 1. Lauf | 2. Lauf |
| ----- | ------------------ | ------- | ------- |
| 1     | Rimu Nakamura      | 93,80   | 30,20   |
| 2     | Justin Dowell      | 91,50   | 22,40   |
| 3     | Anthony Jeanjean   | 54,80   | 91,20   |
| 4     | Marcus Christopher | 50,60   | 90,26   |
| 5     | José Torres        | 88,80   | 89,26   |
| 6     | Logan Martin       | 45,90   | 86,40   |
| 7     | Daniel Dhers       | 85,40   | 32,10   |
| 8     | Marin Ranteš       | 85,10   | 83,30   |
| 9     | Kenneth Tencio     | 45,20   | 81,20   |
| 10    | Kieran Reilly      | 55,60   | 80,10   |
| 11    | Brandon Loupos     | 52,60   | 24,00   |
| 12    | Daniel Sandoval    | 50,40   | 47,20   |

Datum: 11. November (Qualifikation), 12. November (Halbfinale), 13. November (Finale)
Es traten 58 Teilnehmer aus 26 Ländern an. Sie bestritten zunächst eine Qualifikationsrunde, bei der die besten 24 weiter kamen. Im Halbfinale wurden die 12 Finalteilnehmer ermittelt. Rimu Nakamura konnte sich nach mehreren Finalplatzierungen in den Vorjahren erstmals den Sieg sichern vor Ex-Weltmeister Justin Dowell und Europameister Anthony Jeanjean.

### Park Frauen
| Platz | Fahrerin              | 1. Lauf | 2. Lauf |
| ----- | --------------------- | ------- | ------- |
| 1     | Hannah Roberts        | 47,80   | 87,20   |
| 2     | Nikita Ducarroz       | 21,60   | 84,70   |
| 3     | Iveta Miculyčová      | 83,20   | 19,40   |
| 4     | Lea Müller            | 66,00   | 79,00   |
| 5     | Charlotte Worthington | 77,56   | 14,70   |
| 6     | Queensaray Villegas   | 77,40   | 65,20   |
| 7     | Perris Benegas        | 76,00   | 75,80   |
| 8     | Minato Oike           | 51,40   | 75,40   |
| 9     | Angie Marino          | 75,00   | 71,20   |
| 10    | Analia Zacarias       | 73,40   | 60,20   |
| 11    | Lara Lessmann         | 72,40   | 24,00   |
| 12    | Laury Perez           | 27,60   | 05,20   |

Datum: 10. November (Qualifikation), 13. November (Finale)
Es gingen 25 Fahrerinnen aus 14 Ländern an den Start. Hannah Roberts gewann ihren vierten WM-Titel in den fünf bis dato ausgetragenen Wettkämpfen. Die übrigen Medaillenplätze gingen an die Europameisterinnen von 2021 und 2022, Nikita Ducarroz und Iveta Miculyčová, Vierte wurde Lea Müller.

### Flatland Männer
| Platz | Fahrer            | Ergebnis |
| ----- | ----------------- | -------- |
| 1     | Moto Sasaki       | 93,83    |
| 2     | Masato Ito        | 90,50    |
| 3     | Kio Hayakawa      | 86,67    |
| 4     | Jorge Gómez       | 85,00    |
| 5     | Alexandre Jumelin | 84,27    |
| 6     | Varo Hernández    | 84,17    |
| 7     | Matt Wilhelm      | 81,50    |
| 8     | Anatole Rahain    | 79,50    |

Datum: 9. November (Qualifikation), 11. November (Halbfinale, Finale)
Es gab 19 Teilnehmer aus 8 Ländern. Die Qualifikation reduzierte das Feld auf 12 Fahrer, im Halbfinale wurden die acht Finalteilnehmer ermittelt. Die japanische Mannschaft erzielte einen Triumph, Moto Sasaki krönte sich nach Bronze- und Silbermedaillen in den Vorjahren erstmals zum Weltmeister.

### Flatland Frauen
| Platz | Fahrerin        | Ergebnis |
| ----- | --------------- | -------- |
| 1     | Aude Cassagne   | 87,00    |
| 2     | Julia Preuss    | 74,50    |
| 3     | Kirara Nakagawa | 74,33    |
| 4     | Mélissa Droll   | 73,17    |

Datum: 9. November (Qualifikation), 11. November (Finale)
Es gab 6 Teilnehmerinnen aus 4 Ländern. In der Qualifikation wurden die vier Finalistinnen ermittelt. Aude Cassagne gewann überlegen, Julia Preuss landete zum dritten Mal in den Medaillenrängen. Die Siegerin der beiden Vorjahre, Irina Sadovnik, war nicht am Start, da sie wenige Tage zuvor Mutter geworden war.

## Trial
Die Trial-Wettkämpfe kehrten nach der Absage 2020 und den separaten UCI-Trial-Weltmeisterschaften 2021 wieder unter das Dach der Urban-Cycling-WM zurück. Das Wettkampf-Programm selbst war im Vergleich zum Vorjahr unverändert.

### Männer 20 Zoll
| Platz | Fahrer             | Ergebnis           |
| ----- | ------------------ | ------------------ |
| 1     | Eloi Palau         | 60+60+50+60+60=290 |
| 2     | Alejandro Montalvo | 60+60+60+60+20=260 |
| 3     | Borja Cornejos     | 60+60+50+50+40=240 |
| 4     | Charlie Rolls      | 10+60+50+50+50=220 |
| 5     | Thomas Pechhacker  | 60+30+50+20+20=180 |
| 6     | Samuel Hlavatý     | 20+50+30+30+20=150 |

Datum: 11. November (Halbfinale), 12. November (Finale)
Es gab 26 Teilnehmer aus 14 Nationen. Die Besetzung des Podiums war dieselbe wie im Vorjahr, nur in anderer Reihenfolge. Eloi Palau krönte seine Rückkehr in den Leistungssport, nachdem er 2019 durch die Explosion eines Blindgängers in den italienischen Alpen schwer verletzt worden war.

### Männer 26 Zoll
| Platz | Fahrer           | Ergebnis           |
| ----- | ---------------- | ------------------ |
| 1     | Jack Carthy      | 60+50+60+60+30=260 |
| 2     | Daniel Barón     | 50+50+50+50+60=260 |
| 3     | Oliver Widmann   | 60+50+50+40+20=220 |
| 4     | Vincent Hermance | 50+60+40+10+20=180 |
| 5     | Noah Cardona     | 50+50+20+10+30=160 |
| 6     | Marti Vayreda    | 60+30+20+20+20=150 |

Datum: 10. November (Halbfinale), 12. November (Finale)
Es gab 30 Teilnehmer aus 15 Nationen. Jack Carthy bekräftigte seine Vormacht in der Disziplin durch einen fünften WM-Titel, sein jüngerer Konkurrent David Barón musste sich freilich nur aufgrund der weniger erzielten 60er-Wertungen geschlagen geben.

### Frauen offene Klasse
| Platz | Fahrerin         | Ergebnis           |
| ----- | ---------------- | ------------------ |
| 1     | Nina Reichenbach | 60+60+60+60+50=290 |
| 2     | Vera Barón       | 60+60+60+60+50=290 |
| 3     | Hilda Andersson  | 40+20+50+40+50=200 |
| 4     | Eliška Hríbková  | 30+50+40+30+40=190 |
| 5     | Irene Caminos    | 40+40+40+30+40=190 |
| 6     | Laia Esquís      | 40+30+40+30+30=170 |

Datum: 10. November (Halbfinale), 12. November (Finale)
Es gab 15 Teilnehmerinnen aus 9 Nationen. Die besten sechs des Halbfinals bestritten das Finale. Im Vergleich zum Vorjahr konnte Nina Reichenbach den Spieß umdrehen und gewann ihren fünften WM-Titel vor Vera Barón. Die beiden lieferten sich ein Kopf-an-Kopf-Rennen, dass Reichenbach aufgrund des besseren Halbfinal-Ergebnisses für sich entschied.

### Junioren 20 Zoll
| Platz | Fahrer           | Ergebnis           |
| ----- | ---------------- | ------------------ |
| 1     | Robin Berchiatti | 60+50+40+60+30=240 |
| 2     | Nil Benítez      | 20+60+50+60+40=230 |
| 3     | Niilo Stenvall   | 20+60+30+60+40=210 |
| 4     | Eemeli Kanervo   | 50+50+30+50+30=210 |
| 5     | Kotaro Yokota    | 40+50+30+50+40=210 |
| 6     | Marti Yelamos    | 50+50+20+40+40=200 |

Datum: 10. November (Halbfinale), 12. November (Finale)
Es gab 16 Teilnehmer aus 10 Nationen. Niilo Stenvall holte erste finnische WM-Medaille im Trial überhaupt. Die Entscheidung über Plätze 3 bis 5 fiel über die mehr gefahrenen 60er- und 50er-Wertungen.

### Junioren 26 Zoll
| Platz | Fahrer           | Ergebnis           |
| ----- | ---------------- | ------------------ |
| 1     | Diego Garrues    | 40+40+20+50+40=190 |
| 2     | Daniel Cegarra   | 50+50+30+0+40=170  |
| 3     | Titouan Corre    | 20+50+20+50+30=170 |
| 4     | Vojtěch Kalaš    | 30+50+20+40+30=170 |
| 5     | Pierre Chasseuil | 20+30+20+40+20=130 |
| 6     | Kouzma Rehacek   | 30+30+30+0+30=120  |

Datum: 10. November (Halbfinale), 12. November (Finale)
Es gab 7 Teilnehmer aus 5 Nationen. Die Entscheidung über Plätze 2 bis 4 fiel aufgrund der mehr gefahrenen 50er- und 40er-Wertungen.

### Mannschaftswertung
| Platz | Mannschaft                                                                             | Ergebnis                                                                                           |
| ----- | -------------------------------------------------------------------------------------- | -------------------------------------------------------------------------------------------------- |
| 1     | Spanien Borja Conejos Daniel Barón Vera Barón Nil Benítez Daniel Cegarra               | 890 40+40+40+40+40=200 40+40+40+40+40=200 20+10+20+40+0=090 40+40+40+40+40=200 40+40+40+40+40=200  |
| 2     | Frankreich Louis Grillon Vincent Hermance Nina Vabre Robin Berchiatti Pierre Chasseuil | 840 40+40+40+40+40=200 40+40+40+40+40=200 20+10+30+00+10=070 40+40+40+40+40=200 30+40+30+40+30=170 |
| 3     | Deutschland Dominik Oswald Oliver Widmann Nina Reichenbach Jan Welte Lennart Höchster  | 800 40+40+40+40+40=200 40+40+40+40+40=200 30+30+30+30+0=120 30+40+30+40+20=160 20+20+30+40+10=120  |

Datum: 9. November
Es waren 10 Mannschaften am Start. Mit fast 300 Punkten Abstand zu den Medaillengewinnern platzierten sich Tschechien, Schweden, Japan, Italien, die Schweiz, Slowakei und Österreich.

## Medaillenspiegel
| Platz  | Land               | Gold | Silber | Bronze | Gesamt |
| ------ | ------------------ | ---- | ------ | ------ | ------ |
| 1      | Spanien            | 3    | 5      | 1      | 9      |
| 2      | Frankreich         | 2    | 1      | 2      | 5      |
| 2      | Japan              | 2    | 1      | 2      | 5      |
| 4      | Deutschland        | 1    | 1      | 2      | 4      |
| 5      | Vereinigte Staaten | 1    | 1      | 0      | 2      |
| 6      | Großbritannien     | 1    | 0      | 0      | 1      |
| 7      | Schweiz            | 0    | 1      | 0      | 1      |
| 8      | Finnland           | 0    | 0      | 1      | 1      |
| 8      | Schweden           | 0    | 0      | 1      | 1      |
| 8      | Tschechien         | 0    | 0      | 1      | 1      |
| Gesamt | Gesamt             | 10   | 10     | 10     | 30     |